# دانشگاه بین‌المللی قبرس
دانشگاه بین‌المللی قبرس (ترکی استانبولی: Uluslararası Kıbrıs Üniversitesi) یک دانشگاه خصوصی در ناحیه لفکوشای، شهر نیکوزیای شمالی که در سال ۱۹۹۷ افتتاح شده است.
دانشگاه بین‌المللی قبرس در ۵ کیلومتری مرکز نیکوزیا شمالی، ۱۴ کیلومتری فرودگاه ایالتی ارکان، ۵۰ کیلومتری شهر فاماگوستا و ۳۰ کیلومتری شهر ساحلی گیرنه واقع شده است.

## تاریخچه
دانشگاه بین‌المللی قبرس در سال ۱۹۹۷ به دنبال یک برنامه پنج سال آماده‌سازی و تأسیس شده است. در این دانشگاه زبان تحصیل انگلیسی است.
این دانشگاه در نتیجه افزایش علاقه به موسسات آموزش عالی با سیستم آموزش به زبان انگلیسی، و به رسمیت شناختن نیاز فزاینده به دانشگاه‌هایی که آموزش زبان‌های خارجی را در قبرس و سایر کشورهای منطقه انجام می‌دهند، تأسیس شد.

## دانشکده
- دانشکده علوم پزشکی: پزشکی، داروسازی
- دانشکده کشاورزی: بیوسیستم، فنی و مهندسی، تولید بوته و فناوری
- دانشکده هنر و علوم: زبان و ادبیات انگلیسی، روان‌شناسی، زبان و ادبیات ترکی
- دانشکده ارتباطات: تبلیغات و روابط عمومی، روزنامه‌نگاری، رادیو و تلویزیون، طراحی ارتباطات بصری
- دانشکده اقتصاد و علوم اداری:مدیریت کسب و کار، روابط اتحادیه اروپا، روابط بین‌الملل، علوم اجتماعی
- دانشکده دندانپزشکی: دندانپزشکی
- دانشکده آموزش و پرورش:هنر آموزش و پرورش، آموزش صنایع دستی، آموزش ابتدائی، رایانه و تکنولوژی آموزشی آموزش و پرورش آموزش، آموزش زبان انگلیسی، راهنمایی و مشاوره روانی، معلول ذهنی آموزش قبل از مدرسه آموزش و پرورش معلم است. (زبان تحصیل در این دانشکده ترکی است)
- دانشکده مهندسی: زیست، مهندسی عمران، مهندسی کامپیوتر، مهندسی برق و الکترونیک، مهندسی سیستم‌های انرژی، مهندسی محیط زیست، مهندسی صنایع، مهندسی سیستم‌های اطلاعاتی
- دانشکده هنر: معماری، طراحی گرافیک، طراحی صنعتی، طراحی داخلی
- دانشکده حقوق